# Diastylis cornuta
Diastylis cornuta är en kräftdjursart som först beskrevs av Boeck 1864.  Diastylis cornuta ingår i släktet Diastylis och familjen Diastylidae. Arten är reproducerande i Sverige. Inga underarter finns listade i Catalogue of Life.

## Bildgalleri

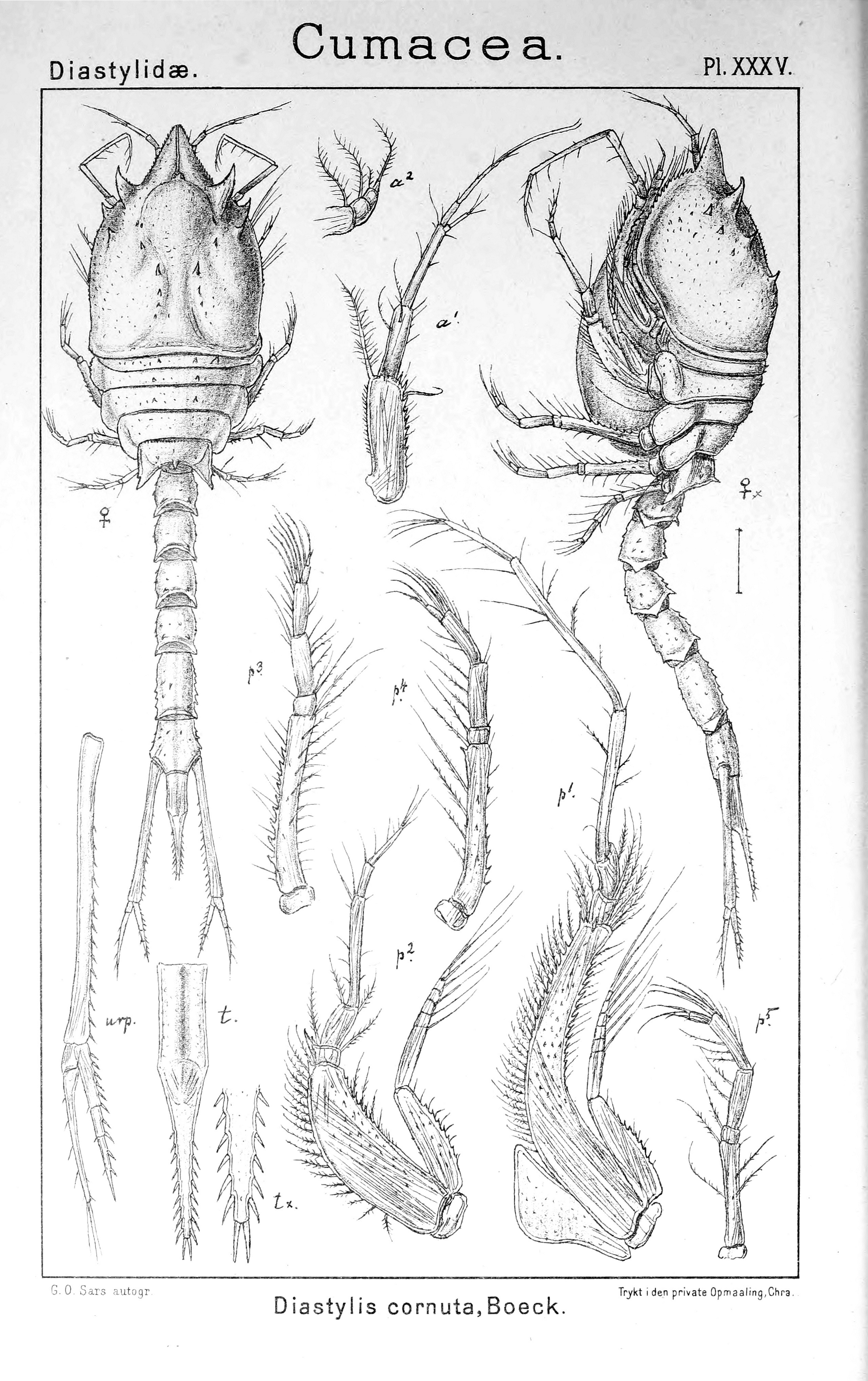
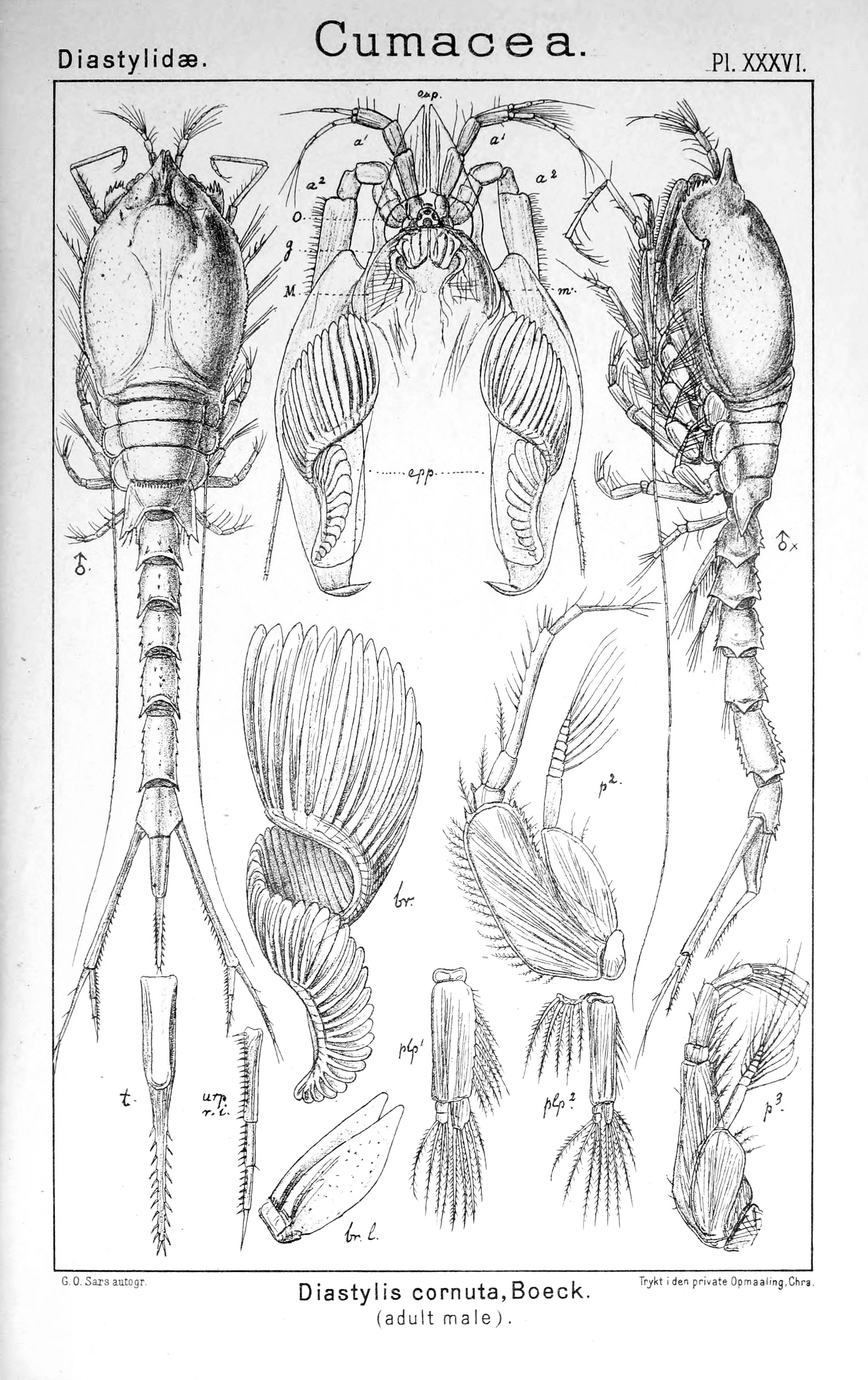